# Hemipiliopsis purpureopunctata
Hemipiliopsis purpureopunctata är en orkidéart som först beskrevs av Kai Yung Lang, och fick sitt nu gällande namn av Yi Bo Luo och Sing Chi Chen. Hemipiliopsis purpureopunctata ingår i släktet Hemipiliopsis och familjen orkidéer. Inga underarter finns listade i Catalogue of Life.